# Udea azorensis
Udea azorensis é uma espécie de insetos lepidópteros, mais especificamente de traças, pertencente à família Crambidae.
A autoridade científica da espécie é Meyer, Nuss & Speidel, tendo sido descrita no ano de 1997.
Trata-se de uma espécie endémica do arquipélago dos Açores, presente em todas as ilhas.